# Sleep Alone (песня Two Door Cinema Club)
Sleep Alone это песня северо-ирландской инди-рок-группы Two Door Cinema Club. Выпущена в качестве первого сингла 20 июля 2012 года на лейбле Kitsuné. Песня вошла в официальный саундтрек FIFA 13, а также вошла в саундтрек игры Pro Evolution Soccer 2013.

## Список композиций
| №  | Название      | Длительность |
| -- | ------------- | ------------ |
| 1. | «Sleep Alone» | 3:56         |

| №  | Название                          | Длительность |
| -- | --------------------------------- | ------------ |
| 1. | «Sleep Alone»                     | 3:56         |
| 2. | «Start Again»                     | 4:15         |
| 3. | «Sleep Alone» (Beni Remix)        | 5:28         |
| 4. | «Sleep Alone» (Math Bishop Remix) | 5:19         |

## Участники записи
- Алекс Тримбл — вокал, ударные, гитара, перкуссия, фортепиано, сведения, синтезатор.
- Кевин Бейрд — бас, синтезатор, бэк-вокал.
- Сэм Халлидей — соло-гитара, синтезатор, бэк-вокал.

## Чарты
| Чарт (2012)                                  | Максимальная позиция |
| -------------------------------------------- | -------------------- |
| Бельгия/Фландрия (Ultratip Bubbling Under)   | 41                   |
| Бельгия/Валлония (Ultratip Bubbling Under)   | 45                   |
| Ирландия (IRMA)                              | 89                   |
| Mexico Ingles Airplay (Billboard)            | 34                   |
| Шотландия (OCC Scotland)                     | 69                   |
| Великобритания (OCC UK Singles)              | 79                   |
| США (Billboard Alternative Airplay)          | 19                   |
| США (Billboard Hot Rock & Alternative Songs) | 32                   |

## Дата выпуска
| Регион         | Дата            | Формат         | Лейбл   |
| -------------- | --------------- | -------------- | ------- |
| Великобритания | 20 июля 2012    | Цифровой сингл | Kitsuné |
| Великобритания | 2 сентября 2012 | Digital EP     | Kitsuné |